# Epidesma melanitis
Epidesma melanitis är en fjärilsart som beskrevs av Jacob Hübner 1827. Epidesma melanitis ingår i släktet Epidesma och familjen björnspinnare. Inga underarter finns listade i Catalogue of Life.